# Dygong
Dygong (Dugong dugon) er et stort havpattedyr, som tilhører ordenen søkøer. 
Dygong er den eneste nulevende repræsentant for den engang så talrigt repræsenterede familie Dugongidae. Dygongens nærmeste familiemedlem var Stellers søko, der levede i det nordlige Stillehav og blev udryddet sidst i 1700-tallet.
Dygong er den mindste art af søkøer. Et fuldvoksent dyr er som regel under 3 meter. Dygonger fandtes tidligere i hele Stillehavet og i Det Indiske Ocean, men bestanden er gået kraftig ned. Der findes fortsat grupper på omkring 10.000 dyr eller mere langs Australiens nordkyst fra Shark Bay til Moreton Bay samt i Torresstrædet mellem Australien og New Guinea. Også langs Afrikas kyst ud for Mozambique og Kenya fandtes tidligere store grupper af dygonger, men bestanden er stærkt mindsket her. Ved Palau findes en mindre gruppe.